# Myrteta brunneiceps
Myrteta brunneiceps är en fjärilsart som beskrevs av W. Warren 1893. Myrteta brunneiceps ingår i släktet Myrteta och familjen mätare. Inga underarter finns listade i Catalogue of Life.